# Amuze
Amuze was een Zweedse ontwikkelaar van computerspellen. Het werd in 1996 door John Kroknes en Stefan Holmqvist opgericht en is vooral bekend van het computerspel Headhunter en het vervolg Headhunter: Redemption.
Het bedrijf telde op het hoogtepunt van zijn bestaan 35 werknemers. In 2005 ging het bergafwaarts met Amuze en werd een kantoor in Stockholm gesloten. De webpagina's werden uit de lucht gehaald in de herfst van 2008. Sindsdien is het stil rond het bedrijf.

## Computerspellen van Amuze
| Jaar | Naam van spel          | Genre                | Platform(s)              |
| ---- | ---------------------- | -------------------- | ------------------------ |
| 2002 | Headhunter             | Third-person shooter | Dreamcast, PlayStation 2 |
| 2004 | Headhunter: Redemption | Third-person shooter | PlayStation 2, Xbox      |